# Médaille d'honneur des postes et des télécommunications
La médaille d'honneur des postes et des télécommunications est une décoration française, qui est destinée à récompenser les services remarquables sous condition d'ancienneté, les services exceptionnels et les actes de courage ou de dévouement.
Elle est communément appelée la médaille des PTT du fait de son ancien nom.
Elle ne doit pas être confondue avec l'ordre du Mérite postal qui est un ordre ministériel qui a cessé d'être attribué depuis le 1er janvier 1964.

## Historique
L'attribution de la médaille d'honneur des PTT (ancien nom) est initialement régie par le décret du 22 mars 1882 concernant ses échelons Bronze et Argent. Puis le décret du 1er décembre 1913 institue l'échelon Or. Ce décret est ensuite complété par le décret du 25 février 1931. L'arrêté no 782 du 7 mars 1984 relatif à l'attribution exceptionnelle de la médaille d'honneur des postes et télécommunications ainsi qu'un arrêté du 15 novembre 1985 fixant les conditions d'attribution à titre normal de la médaille d'honneur des postes et télécommunications viennent mettre à jour certaines conditions d'attributions. 
Puis en 2005, le décret no 2005-1261 du 3 octobre 2005 relatif à la médaille d'honneur des postes et des télécommunications abroge tous les textes officiels précédents et crée une nouvelle médaille d'honneur des postes et des télécommunications. Il redéfinit les conditions d'attributions ainsi que la frappe de la médaille. 
Actuellement, l'arrêté du 6 mars 2006 relatif aux modalités d'attribution de la médaille d'honneur des postes et des télécommunications fixe les contingents annuels autorisés. 
Le décret no 2007-259 du 27 février 2007 remplace les références à l'ancienne administration des monnaies et médailles par l'établissement public de la monnaie de Paris.

## Modalités d'attribution
La médaille d'honneur des postes et des télécommunications est destinée à récompenser les services remarquables rendus par :
- les fonctionnaires et agents publics du ministère chargé des postes et des communications électroniques ;
- les fonctionnaires et agents publics de La Poste ;
- les fonctionnaires et agents publics de France Télécom.

La médaille d'honneur des postes et des télécommunications comporte trois échelons :
- l'échelon bronze, qui peut être conféré après quinze années de services ;
- l'échelon argent, qui peut être conféré aux titulaires de l'échelon bronze ayant accompli cinq années de services nouveaux ;
- l'échelon or, qui peut être conféré aux titulaires de l'échelon argent ayant accompli cinq années de services nouveaux.

Les services exceptionnels et actes de courage ou de dévouement peuvent dispenser des conditions de durée prévues.
La médaille d'honneur des postes et télécommunications peut être conférée, sans conditions d'ancienneté hors contingent et directement aux échelons argent ou or, aux fonctionnaires ou agents publics tués ou blessés dans l'exercice de leurs fonctions.
La médaille d'honneur des postes et des télécommunications peut être conférée à l'échelon or, sans condition d'ancienneté, aux personnes qui, sans appartenir au ministère chargé des postes et des communications électroniques, à La Poste ou à France Télécom, leur ont rendu des services exceptionnels ou ont accompli un acte de courage ou de dévouement.
La médaille d'honneur des postes et des télécommunications est conférée dans la limite d'un contingent annuel institué par arrêté du ministre chargé des postes et des communications électroniques.
Il est institué auprès du ministre chargé des postes et des communications électroniques un comité de la médaille d'honneur des postes et des télécommunications chargé de donner au ministre son avis sur toutes questions relatives à la médaille, et notamment sur les candidatures ou propositions de retrait qui lui sont soumises.
La médaille d'honneur des postes et des télécommunications est conférée par arrêté du ministre chargé des postes et des communications électroniques.
Les arrêtés portant attribution de la médaille d'honneur des postes et des télécommunications sont publiés le 1er janvier au Bulletin officiel des décorations, médailles et récompenses de la République française.
Un brevet est délivré à chaque titulaire de la médaille d'honneur des postes et télécommunications.

## Discipline
Nul ne peut se voir conférer la médaille d'honneur des postes et des télécommunications s'il a été condamné pour crime ou à une peine de prison sans sursis égale ou supérieure à un an ou s'il a fait l'objet d'une sanction disciplinaire.
La médaille d'honneur des postes et télécommunications est retirée en cas de condamnation pour crime ou à une peine de prison égale ou supérieure à un an ou de sanction disciplinaire entraînant radiation des cadres.
Elle peut être retirée pour toute autre condamnation ou sanction disciplinaire ainsi qu'en cas de manquement à l'honneur.

## Description
Module premier modèle 1882 à 1902.
| Bronze |  |
| ------ |  |
|        |  |
|        |  |

Module deuxième modèle 1902 à 1984.
| Bronze | Argent | Or |
| ------ | ------ | -- |
|        |        |    |
|        |        |    |

Module troisième modèle 1984 à 2005
| Bronze | Argent | Or |
| ------ | ------ | -- |
|        |        |    |
|        |        |    |

Avant le 3 octobre 2005 : de forme ronde, le module est d'un diamètre de 30 mm.
Depuis le 3 octobre 2005 : de forme ronde, le module est d'un diamètre de 27 mm.
- L'avers comprend la mention « RÉPUBLIQUE FRANÇAISE » avec le profil d'une Marianne.
- Le revers porte la mention « POSTES ET TÉLÉCOMMUNICATIONS » avec un hexagone.
- Elle est suspendue à un ruban tricolore d'une largeur de 30 millimètres dont les bandes sont verticales et égales entre elles.
- Le nom du titulaire peut être gravé sur la médaille d'or.

Module quatrième modèle depuis 2005
| Bronze | Argent | Or |
| ------ | ------ | -- |
|        |        |    |
|        |        |    |